# Pochidia
Pochidia é uma comuna romena localizada no distrito de Vaslui, na região de Moldávia. A comuna possui uma área de 41.93 km² e sua população era de 1854 habitantes segundo o censo de 2007.